# Louis-Léopold Boilly
Louis-Léopold Boilly (n. 5 iulie 1761, La Bassée, Nord-Pas-de-Calais, Franța – d. 4 ianuarie 1845, Paris, Franța) a fost un pictor și desenator francez. Creator de portrete populare, a realizat și un număr vast de picturi de gen care documentează viața socială a clasei de mijloc franceze. Viața și opera sa a cuprins epocile Franței monarhice, Revoluției Franceze, Imperiul Napoleonian, Restaurației Bourbonilor și Monarhiei din Iulie. Pictura sa din 1800 Un Trompe-l'œil a introdus termenul trompe-l'œil („păcălește ochiul”), aplicat tehnicii care utilizează imagini realiste pentru a crea iluzia optică că obiectele reprezentate există în trei dimensiuni, deși tehnica „fără nume” a existat încă din perioada greacă și romană.

## Viața și cariera

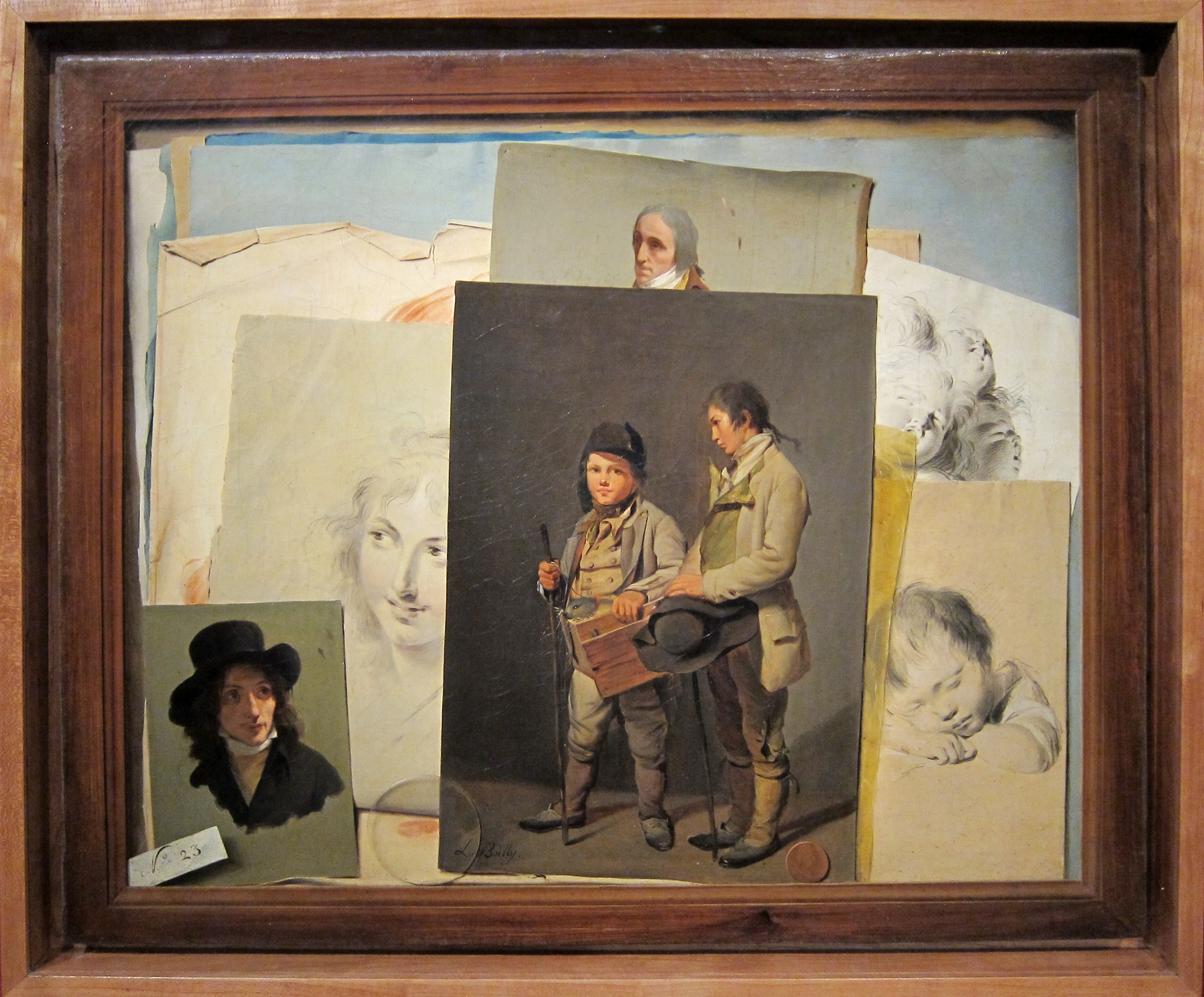
O piesă timpurie (între 1804 și 1807) în trompe-l'œil de Boilly, similară cu etimologicul său Un trompe-l'œil din 1800

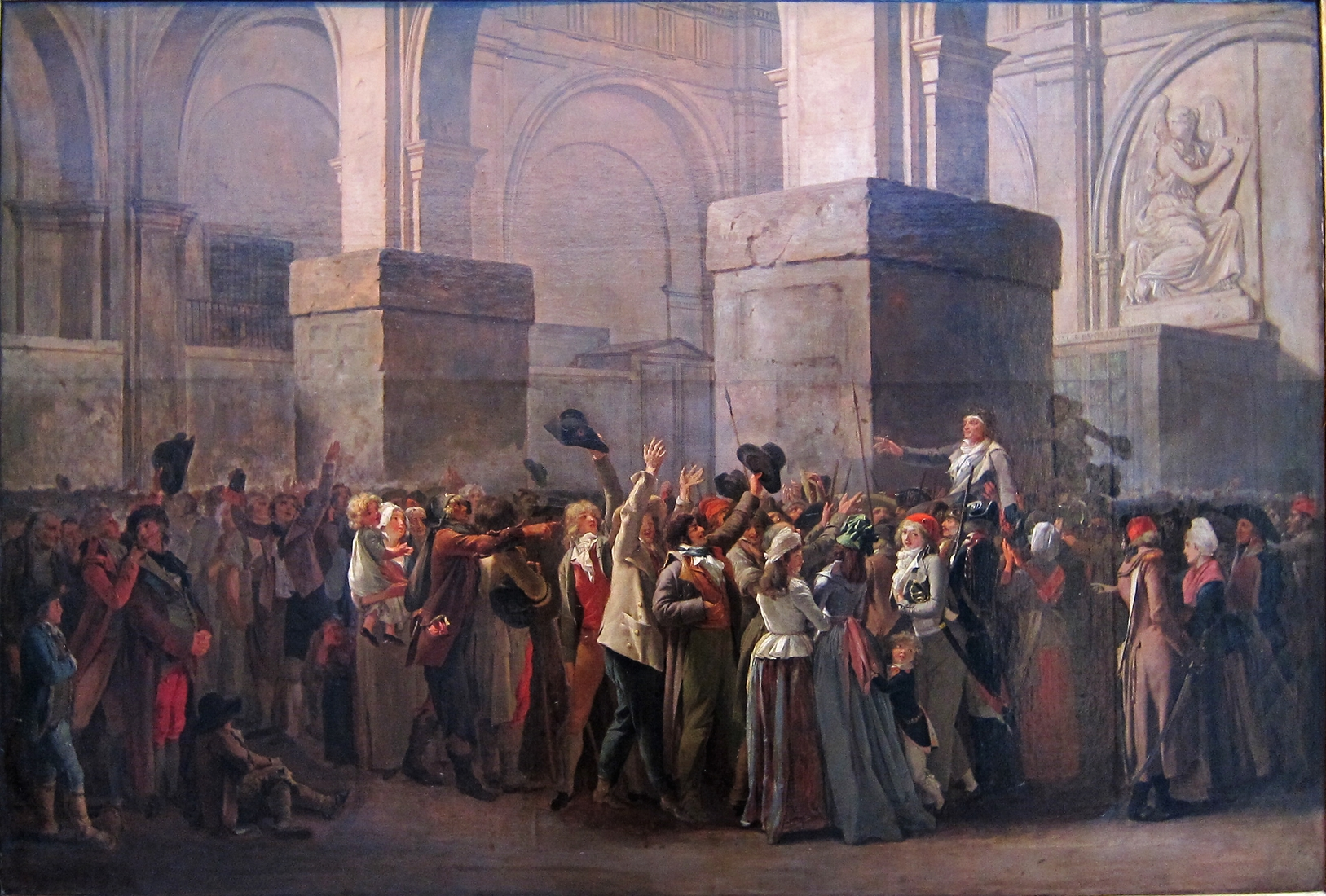
Triumful lui Marat, 1794

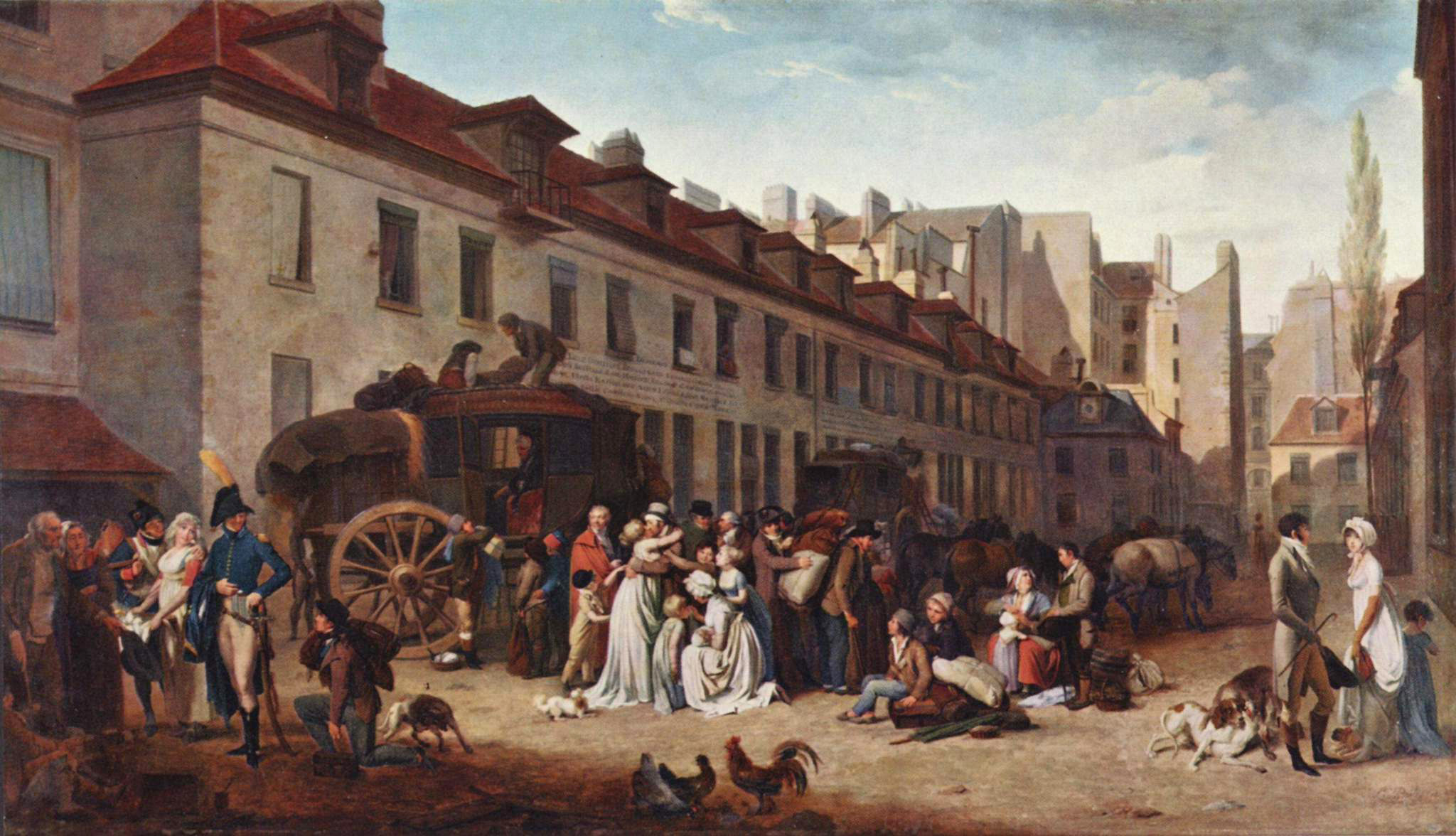
Sosirea unui poștalion în curtea Mesageriei, 1803, Muzeul Luvru

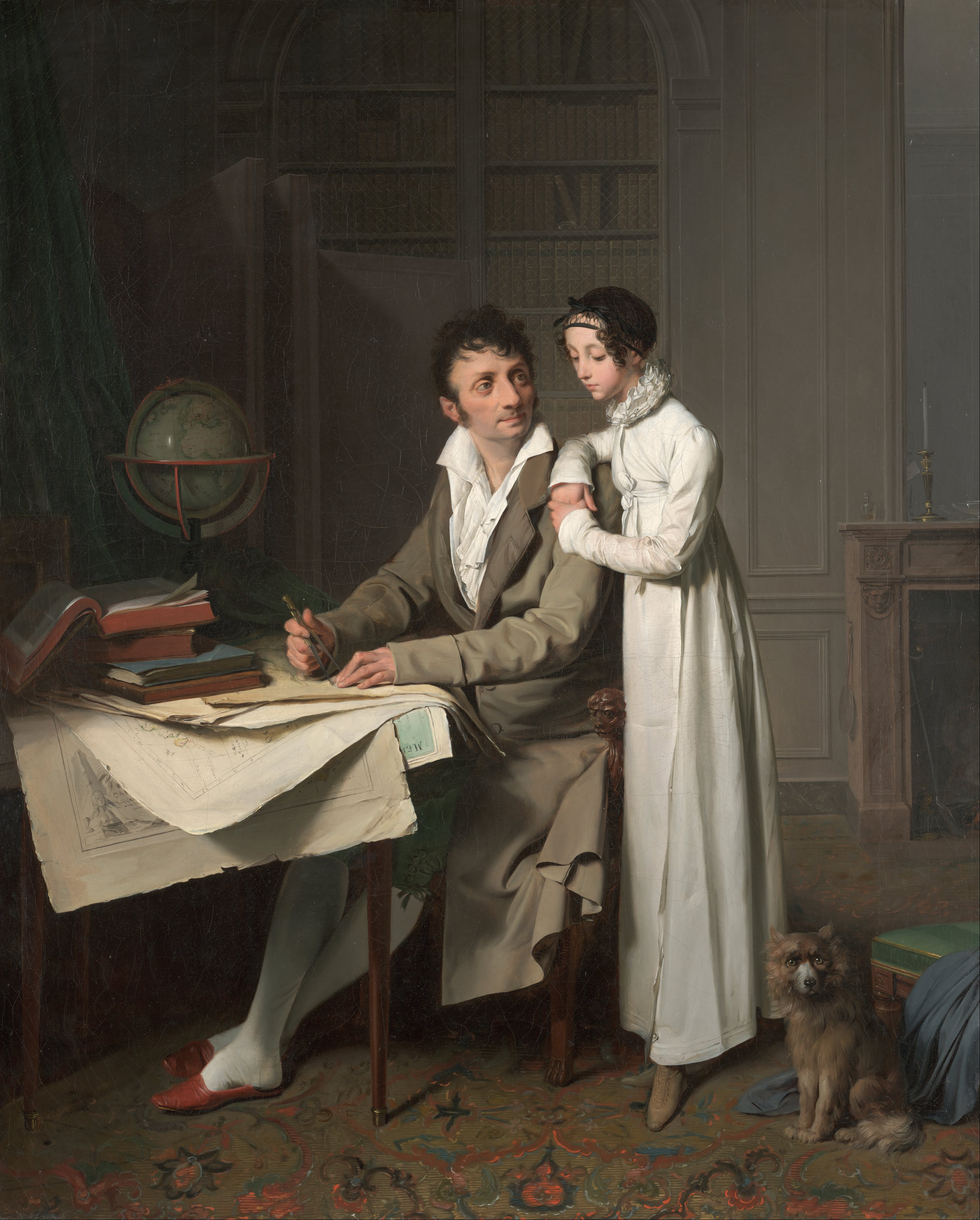
Lecția de geografie (Portretul lui Monsieur Gaudry și al fiicei sale), 1812

Boilly s-a născut în La Bassée, în nordul Franței, fiul unui sculptor în lemn local. Pictor autodidact, Boilly și-a început cariera la o vârstă foarte fragedă, realizând primele sale lucrări la vârsta de doisprezece sau treisprezece ani. În 1774, a început să își prezinte lucrările augustinienilor din Douai, care au fost în mod evident impresionați: în decurs de trei ani, episcopul de Arras l-a invitat să lucreze și să studieze în dieceza sa. Cât timp a stat acolo, a produs o suită de picturi – aproximativ trei sute de mici lucrări portret. A fost instruit în pictura trompe-l'œil de Dominique Doncre (1743–1820) înainte de a se muta la Paris în jurul anului 1787.
LA apogeul Terorii revoluționare din 1794, Boilly a fost condamnat de Comitetul Salvării Publice pentru nuanțele erotice ale lucrărilor sale. Această ofensă a fost remediată prin realizarea de ultim moment a mai patrioticului Triumf al lui Marat (aflat acum în Musée des Beaux Arts, Lille), care l-a salvat de pedepse grave.
Boilly a fost un pictor popular și celebru în epoca sa. A fost printre primii artiști care au produs litografii și s-a îmbogățit din vânzarea gravurilor și picturilor sale. A primit o medalie de la Salonul⁠(d) parizian din 1804 pentru pcitura sa Sosirea unui poștalion în curtea Mesageriei. În 1833 a fost decorat cavaler al celui mai înalt ordin național, Legiunea de onoare.
Boilly a murit la Paris la 4 ianuarie 1845.  Fiul său cel mic, Alphonse Boilly (1801–1867), a fost un gravor profesionist care a făcut ucenicie la New York cu Asher Brown Durand⁠(d).

## Stil și operă

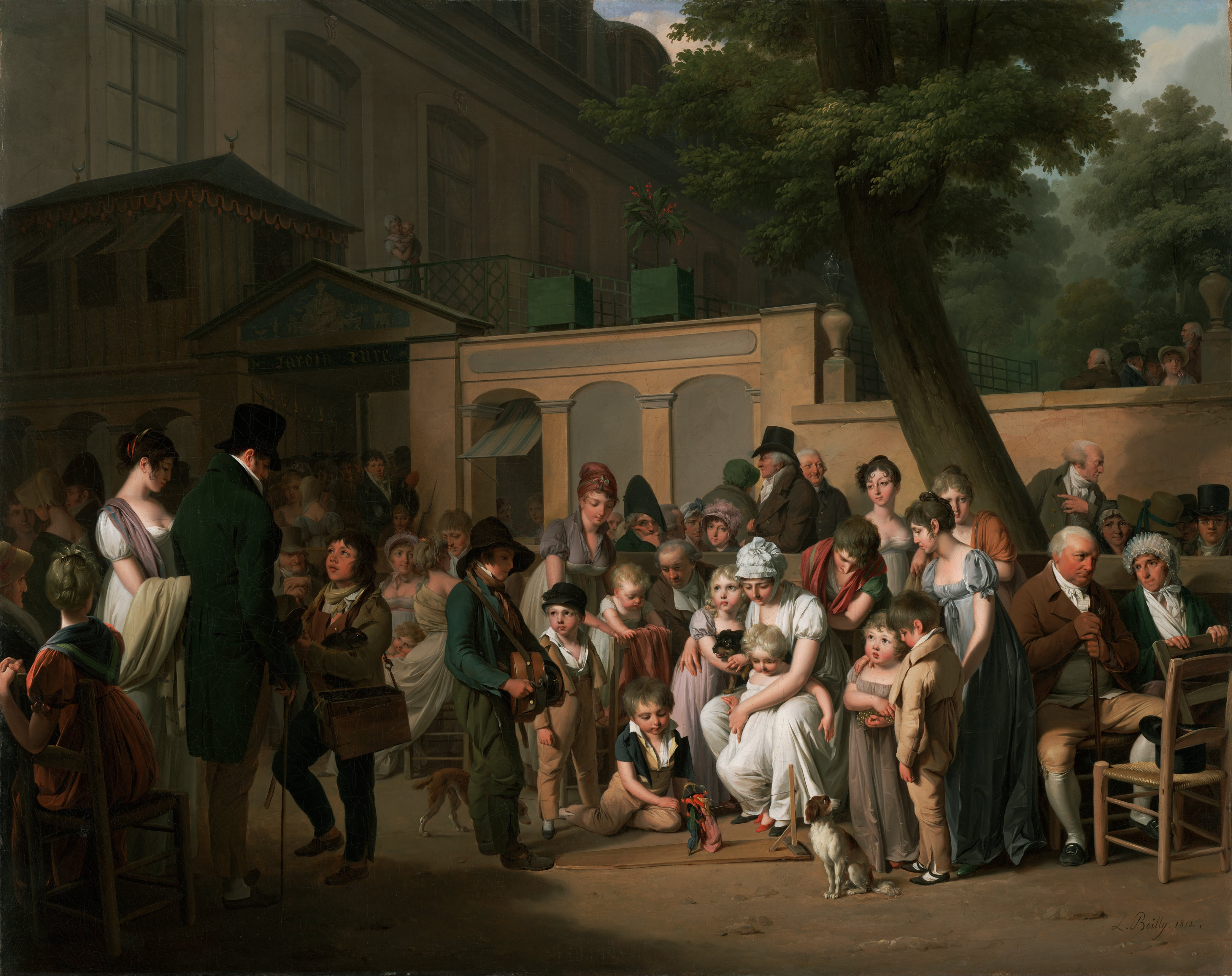
Intrarea în Grădina Turc, 1812

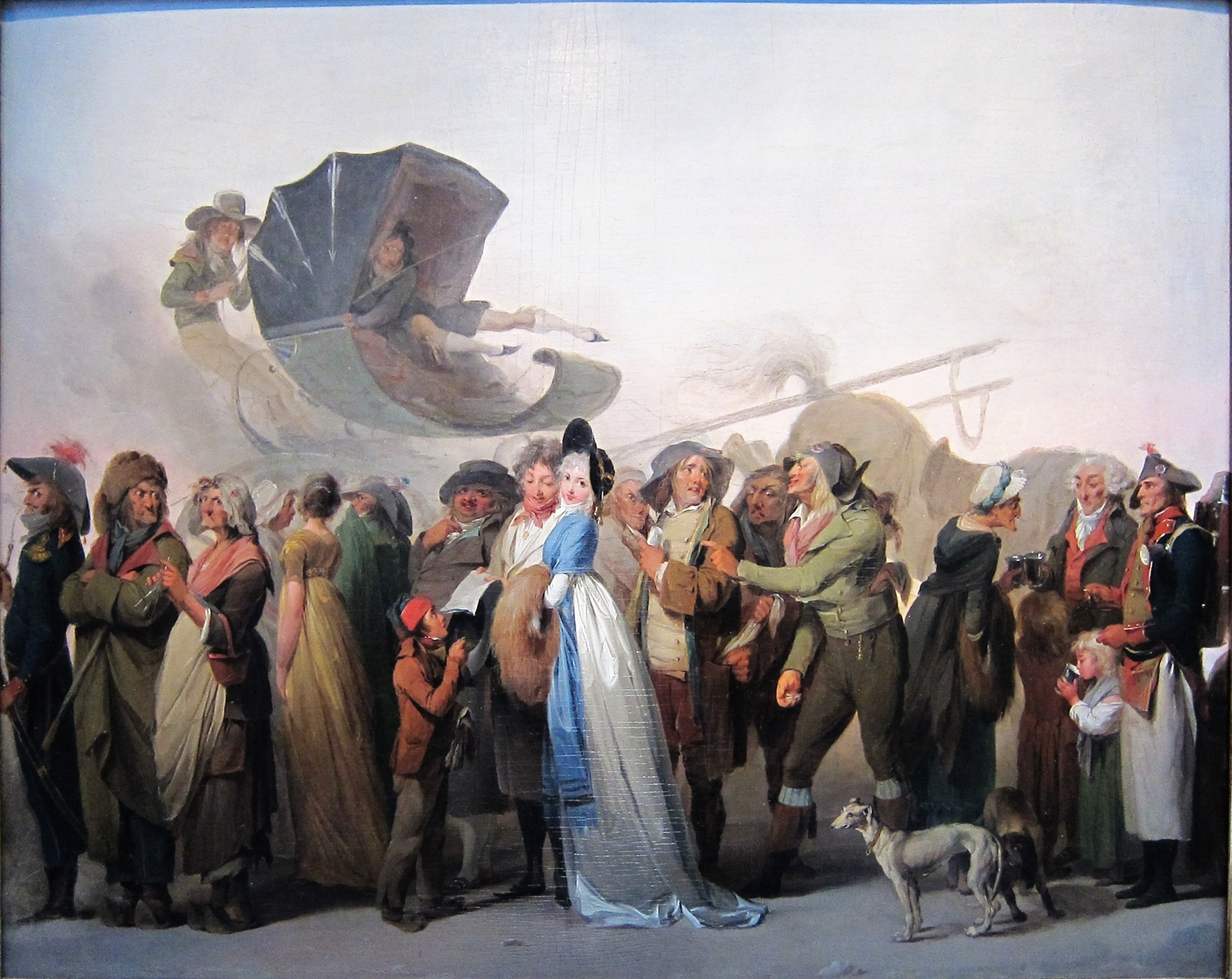
Paradă incredibilă, 1797

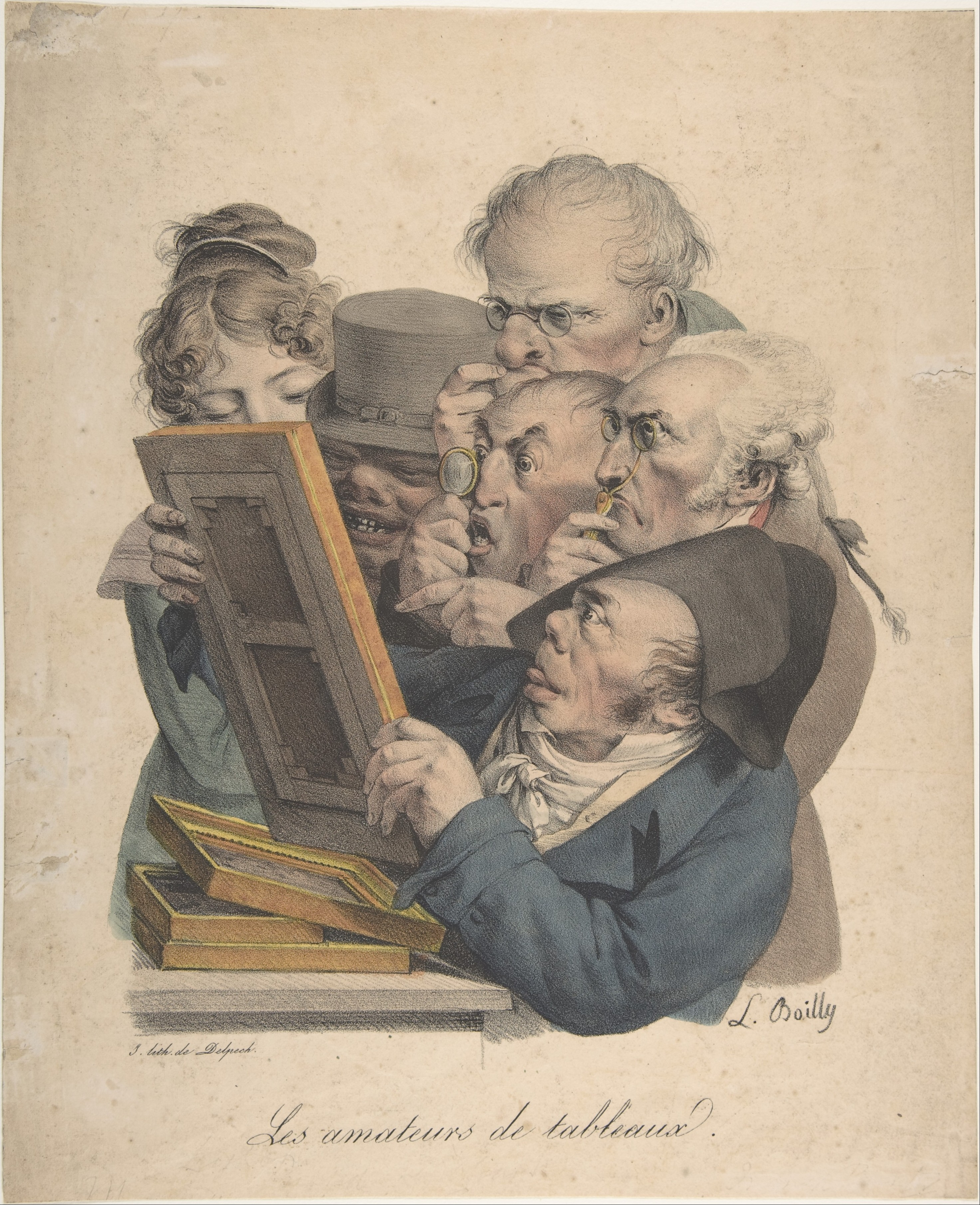
Cunoscători de artă plastică, c. 1823–1828, litografia cu colorat manual

Primele lucrări ale lui Boilly au arătat o preferință pentru subiectele amoroase și moralizatoare. Darul pețitorului este comparabil cu o mare parte a lucrării sale din anii 1790. Picturile sale la scară mică, cu un colorit atent îngrijit și detalii precise, amintesc de opera pictorilor de gen neerlandezi din secolul al XVII- lea, precum Gabriël Metsu⁠(d) (1629–1667), Willem van Mieris⁠(d) și Gerard ter Borch⁠(d) (1617–1681), din ale căror lucrări Boilly deținea o colecție importantă.
După 1794, Boilly a început să realizeze compoziții mult mai aglomerate care servesc drept cronici sociale ale clasei de mijloc urbane. În aceste lucrări, observația sa asupra obiceiurilor contemporane este ușor sentimentală și adesea plină de umor.
Boilly a fost foarte respectat și pentru portretele sale. Până la sfârșitul vieții, a pictat aproximativ 5.000 de portrete, dintre care majoritatea erau pictate pe pânze de 22 cm x 17 cm. Lucra rapid și s-a lăudat că avea nevoie de doar două ore pentru a finaliza un portret. A pictat atât persoane din clasa de mijloc, cât și contemporani importanți, precum Robespierre. Portretele lui Boilly caracterizează puternic modelele ca indivizi și sunt de obicei pictate într-o gamă sobră de culori.
Boilly și-a folosit marea abilitate în reprezentarea texturilor pentru a produce numeroase lucrări iluzioniste, inclusiv picturi în Grisaille⁠(d) care imită imprimeurile. La Salonul din 1800 a expus o pictură care înfățișa straturi de imprimeuri, desene și hârtii suprapuse, acoperite de o foaie de sticlă spartă într-un cadru de lemn. Titlul lucrării sale, Un trompe-l'œil („un truc jucat ochiului”), a marcat prima utilizare a acestui termen pentru a descrie o pictură iluzionistă. Deși criticii de artă au luat în derâdere pictura ca pe o cascadorie, aceasta a provocat o senzație populară, iar trompe-l'œil a intrat în limbaj ca nume pentru un întreg gen.
Interesul său pentru caricatură este cel mai evident în suita sa de 98 de litografii intitulată Recueil de grimaces, publicată între 1823 și 1828.
Boilly rămâne un maestru foarte apreciat al picturii în ulei. O expoziție majoră a operei sale, The Art of Louis-Léopold Boilly: Modern Life in Napoleonic France, a traversat Statele Unite, unde a fost expusă atât la Kimbell Art Museum din Fort Worth, cât și la National Gallery of Art din Washington (1995). Musée des Beaux Arts din Lille a organizat o expoziție la scară largă a operei lui Boilly în timpul sezonului de iarnă 2011-2012.

## Selecție de lucrări

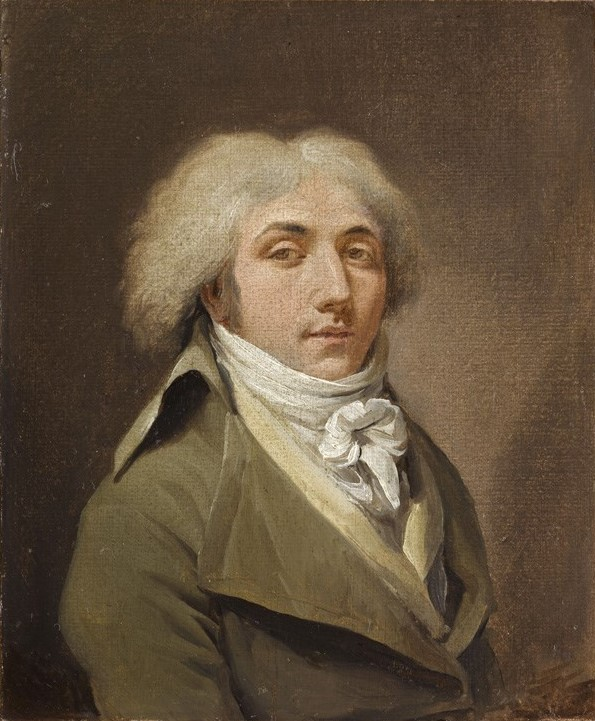
Autoportret, c.1793
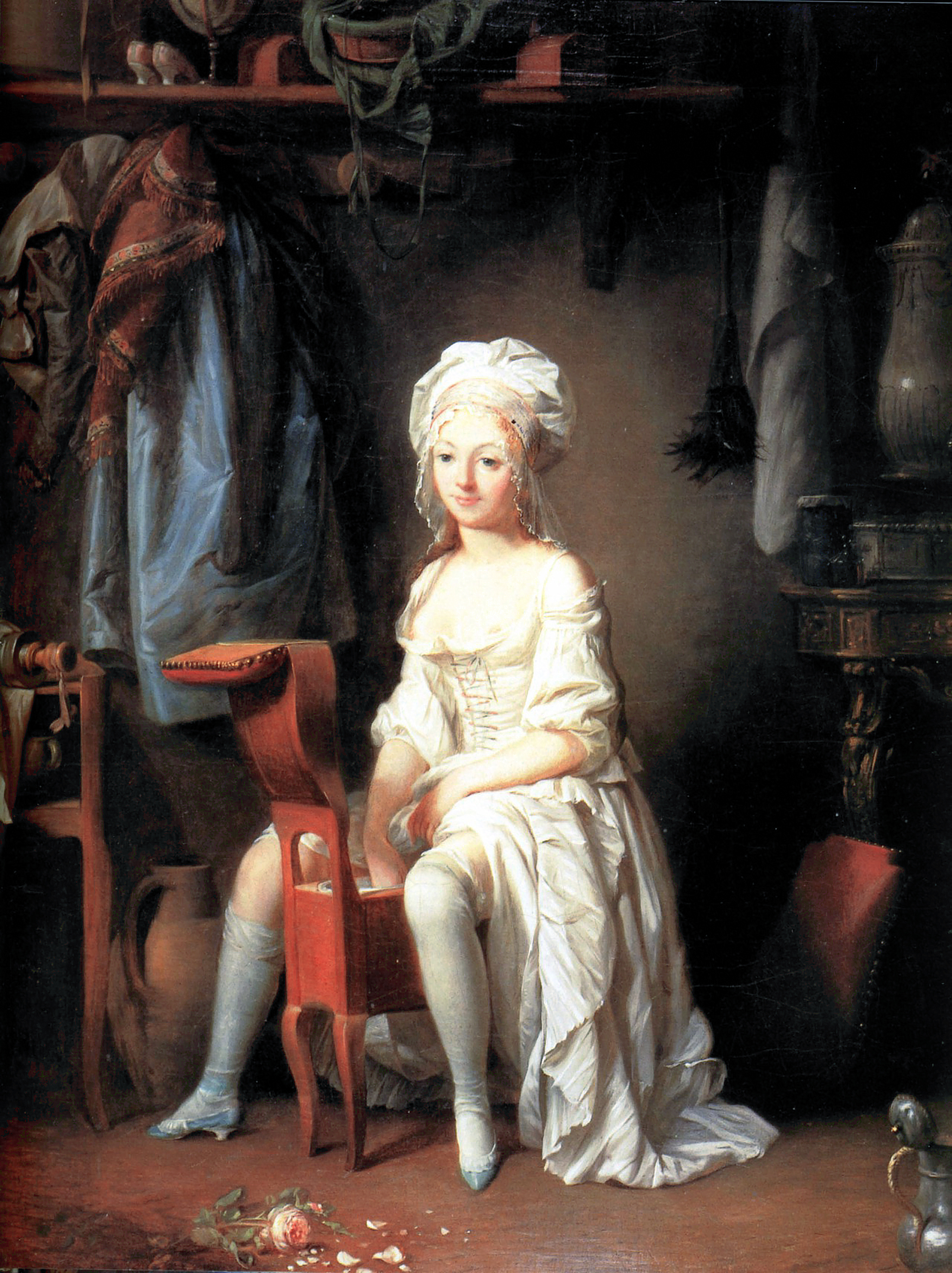
Toaletă intimă
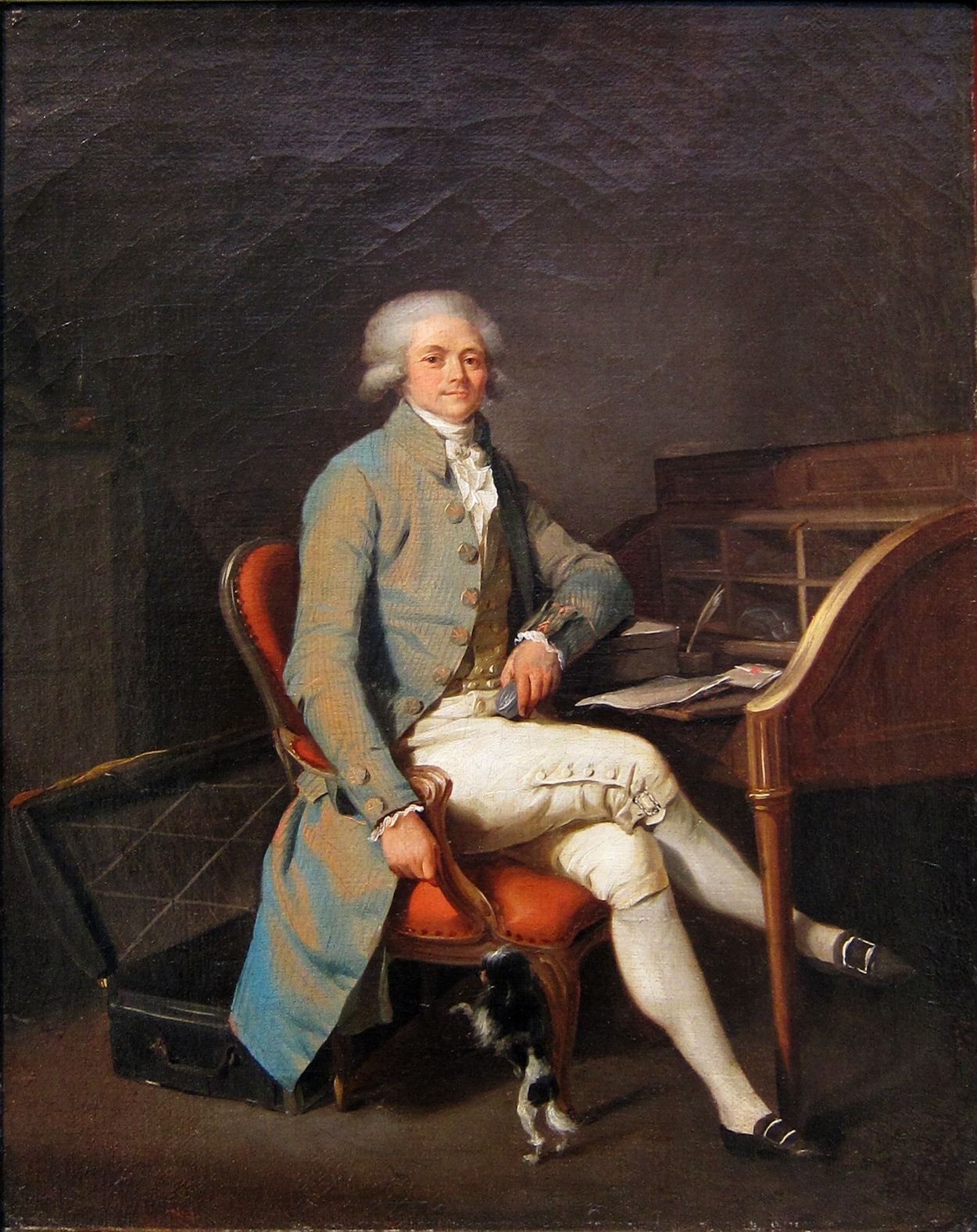
Robespierre
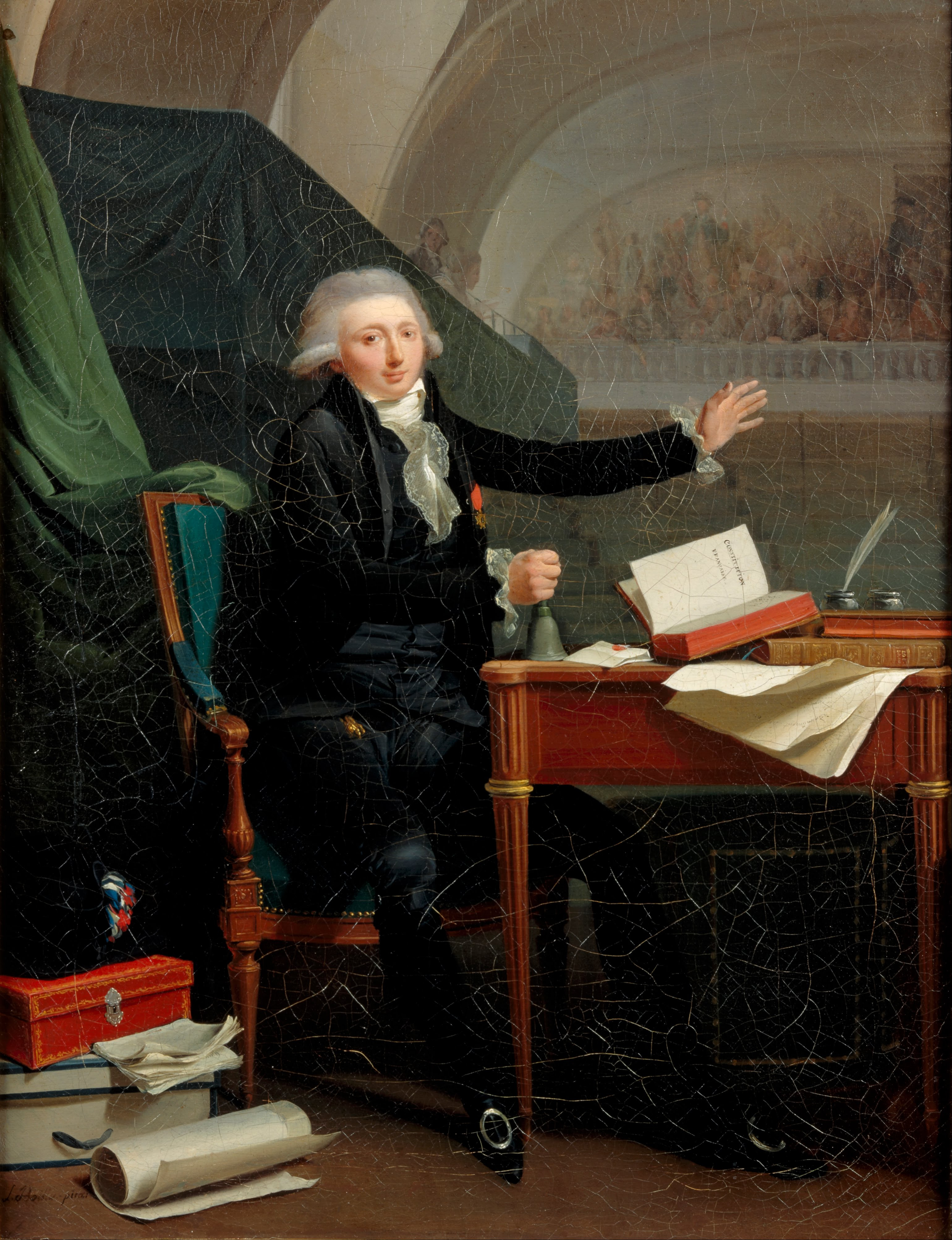
Portretul lui Jan Anthony d'Averhoult, 1792, Muzeul Centraal
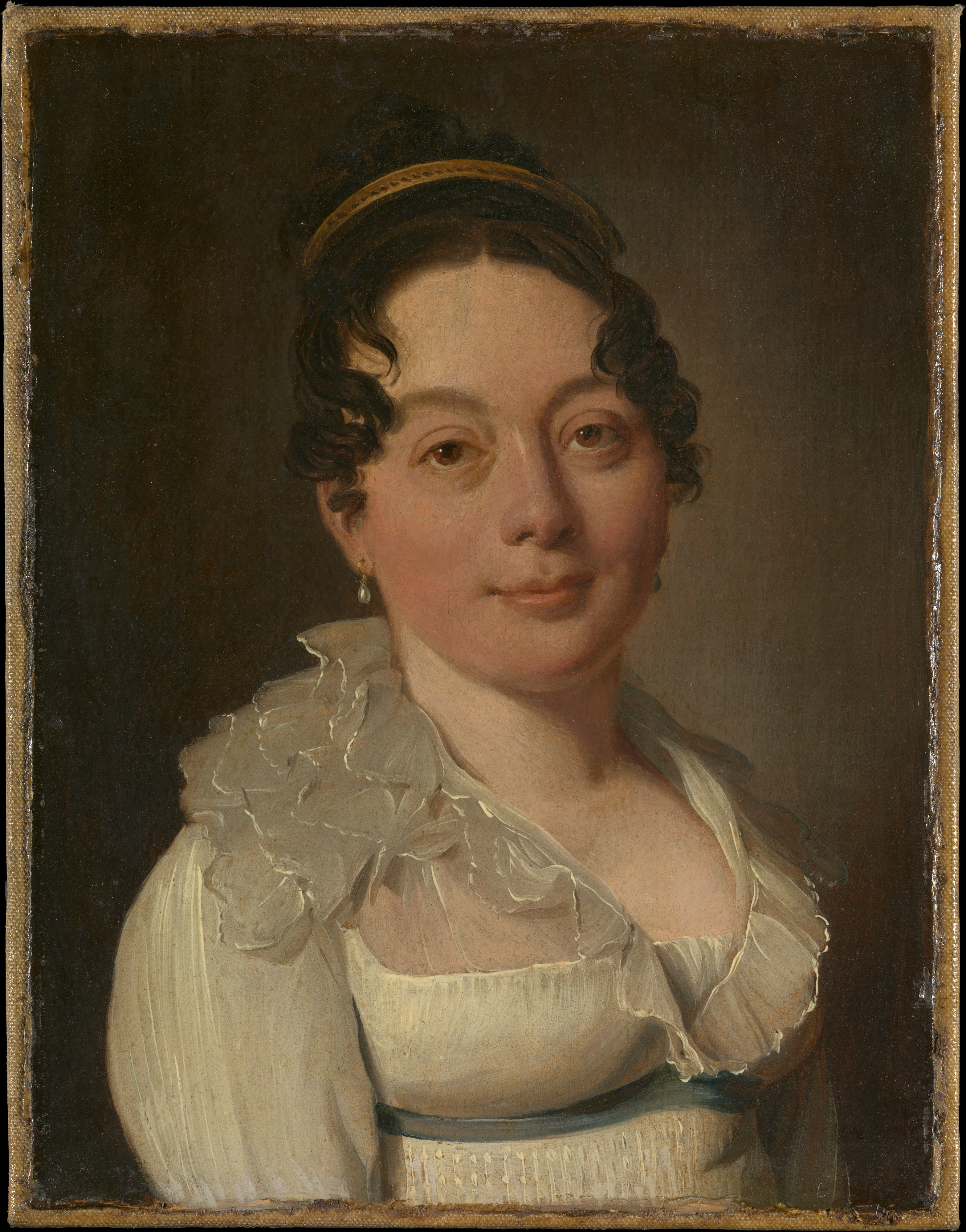
Portretul unei femei, Muzeul Mitropolit de Artă
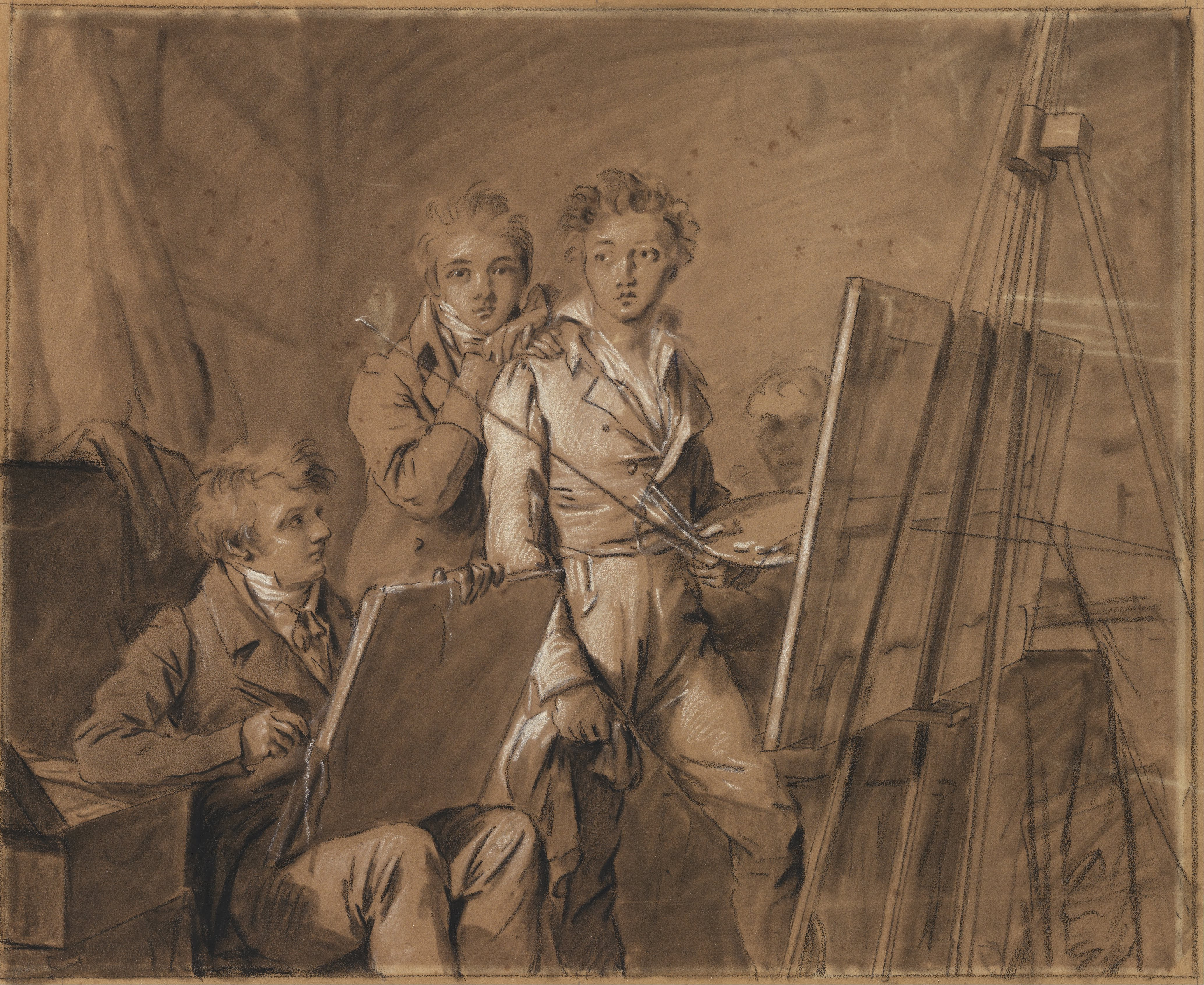
Trei tineri artiști într-un studio
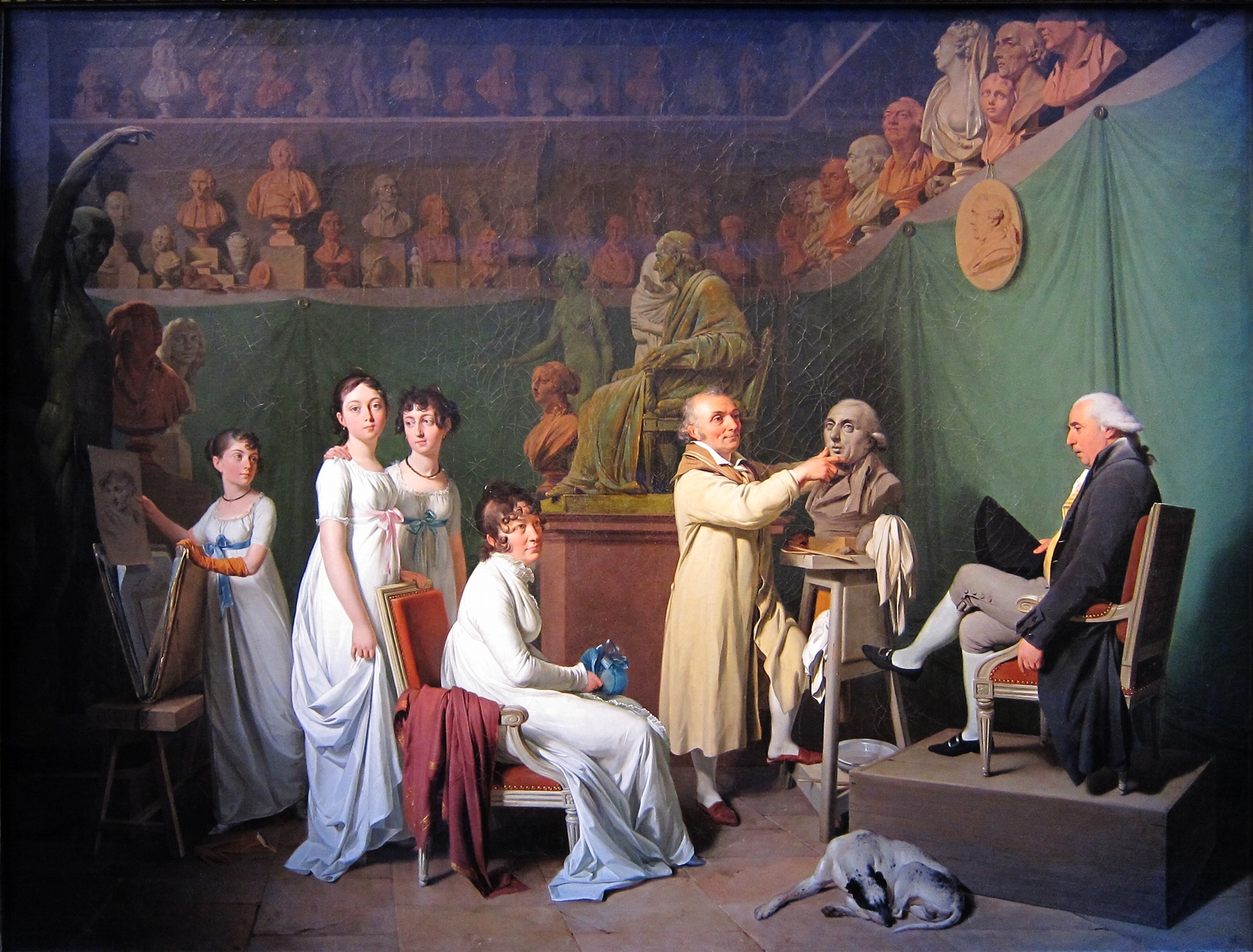
Houdon⁠(d), c. 1803
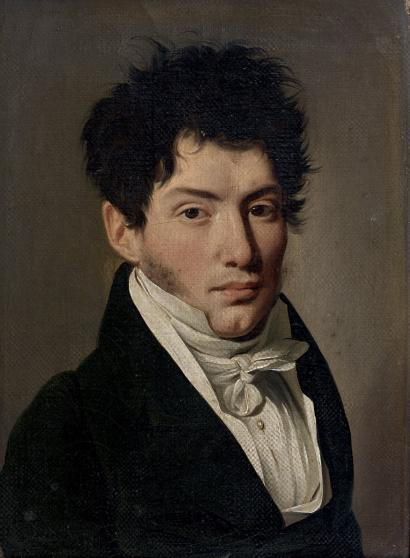
Portretul lui Charles-Louis Havas⁠(d)
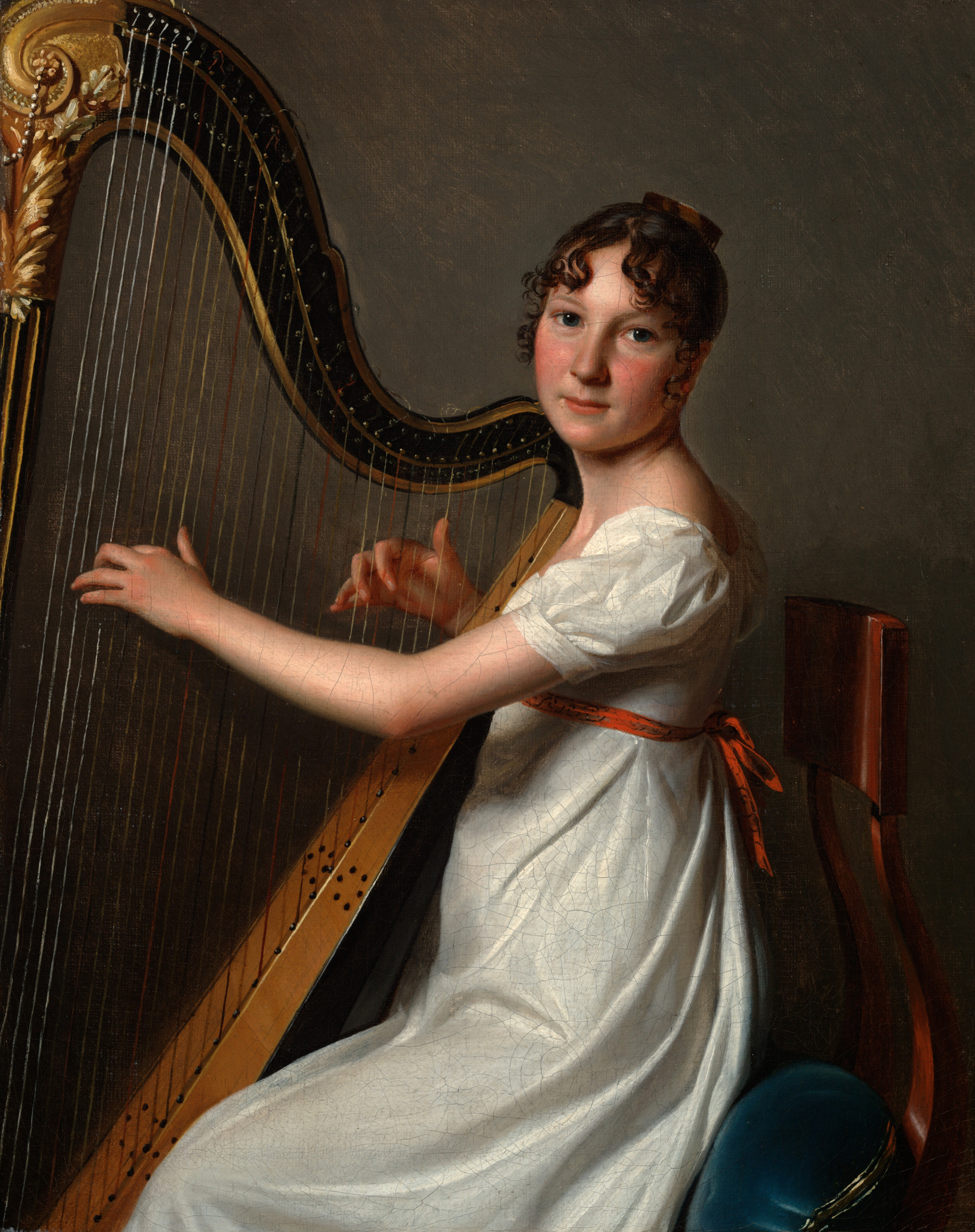
Tânăra harpistă, c. 1804–1806
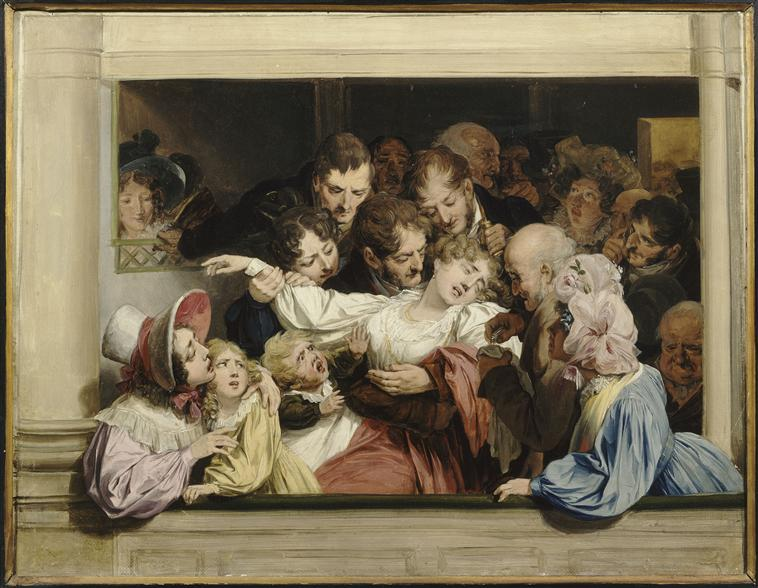
Efectul melodramei, 1830
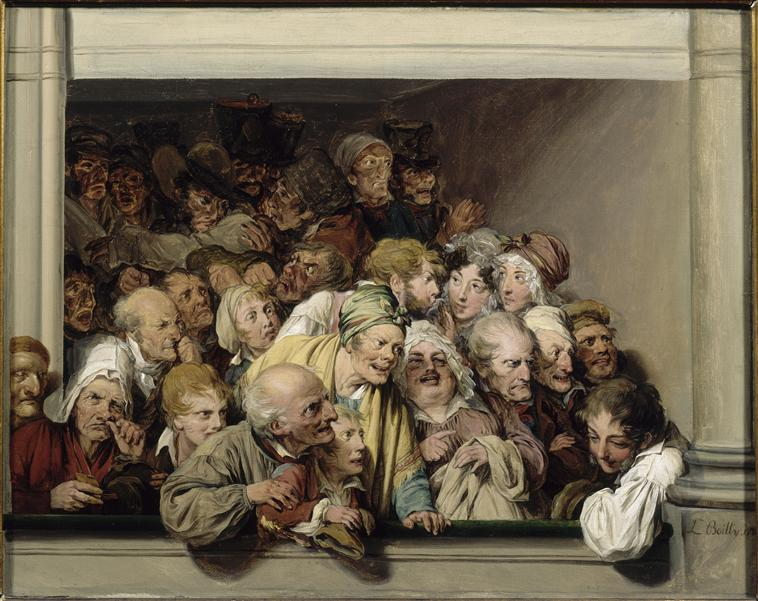
O lojă, 1830
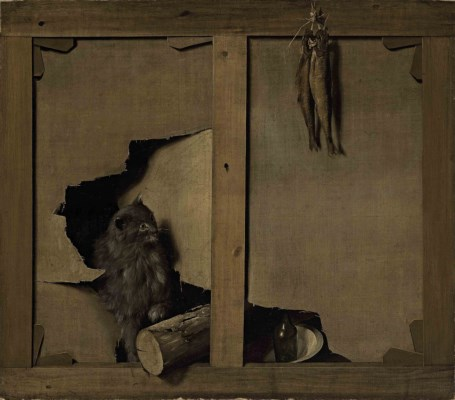
Trompe-l'œil cu o pisică și un buștean de lemn printr-o pânză, pește atârnând de targă
Doamna Saint-Ange Chevrier, 1807, Muzeul Național